# تازة قلعة (نقدة)
تازة قلعة هي قرية في مقاطعة نقدة، إيران. عدد سكان هذه القرية هو 725 في سنة 2006.